# 霍姆斯特德 (新墨西哥州)
霍姆斯特德（英語：Homestead）是位於美國新墨西哥州卡特倫縣的普查規定居民點。

## 人口
根據2020年美國人口普查的數據，霍姆斯特德的面積為3.04平方千米，當中陸地面積為3.03平方千米，而水域面積為0.01平方千米。當地共有人口74人，而人口密度為每平方千米24.34人。